# ユルゲン・クロイ
ユルゲン・クロイ（ドイツ語: Jürgen Croy、1946年10月19日 -）は、ドイツ（旧東ドイツ）出身の元サッカー選手、サッカー指導者。

## 経歴
旧東ドイツが生んだ国際レベルの選手の一人。ディナモ・ドレスデンやFCカールツァイス・イェーナ、1.FCマクデブルクといった国内の強豪クラブに所属した事のない、数少ない有能な選手である。そのためUEFA主催の国際大会で活躍する機会は少なく、国際的な名声を得る事は出来なかった。しかし東西ドイツのマスコミからは190cmの長身と抜群の反射神経、高いボール処理能力を併せ持った事が認められ、同世代のゼップ・マイヤーやディノ・ゾフらに匹敵する能力を持つ選手と評された。
東ドイツ代表としては1967年5月のスウェーデン戦で代表デビューを飾った。1974年にはFIFAワールドカップ・西ドイツ大会に出場、1次リーグ第3戦の西ドイツ戦における歴史的勝利に貢献、同国最高成績となる2次リーグ進出に導いた。また2年後の1976年モントリオールオリンピックでは金メダルを獲得し、選手生活最大の成功を経験した。そして1981年5月のキューバ戦で代表を退くまで国際Aマッチ86試合に出場した。
選手生活を通じて一貫しFSVツヴィッカウでプレーを続けた。ツヴィッカウではリーグ戦通算372試合に出場、1967年と1975年に東ドイツカップ制覇に貢献した。また、1972年と1976年には東ドイツ年間最優秀選手賞を受賞した。
引退後は指導者の道へ進み、暫くはサッカークラブのコーチを務めていた。東西ドイツ統一後の1991年から2001年まではツヴィカウ市の教育文化スポーツ委員を務めた。現在はツヴィカウ商工会議所の常務を務めている。